# Marco Di Vaio
Marco Di Vaio (* 15. Juli 1976 in Rom) ist ein ehemaliger italienischer Fußballspieler.

## Karriere

### Vereinskarriere
Marco Di Vaio begann seine Karriere in der Jugendabteilung von Lazio Rom. Im Jahr 1996 gab er sein Debüt im Profikader. Weitere Stationen waren unter anderem Hellas Verona (1996), AS Bari (1996/97) und Salernitana Sport (1997–1999). Mit Salernitana gewann er 1997/98 die Serie B. Der Römer steuerte 21 Treffer zum Aufstieg des kampanischen Klubs in die Serie A bei und sicherte sich damit den Titel des Torschützenkönigs. In der folgenden Saison jedoch, stieg die Salernitana trotz zwölf Di-Vaio-Treffern direkt wieder ab.
Deshalb folgte im Jahr 1999 der Wechsel zum Serie-A-Klub AC Parma. Dort spielte Marco Di Vaio drei Jahre lang und traf unter anderem auf Hidetoshi Nakata, Johan Micoud, Márcio Amoroso, Sérgio Conceição. Im Jahr 2002 wechselte er für 26 Millionen Euro zu Juventus Turin, die eine besonders gute Saison erlebten. Er wurde Stammspieler bei seinem Klub und in der Nationalmannschaft. Nachdem er bei der Fußball-Europameisterschaft 2004 eher unauffällig gespielt hatte, ging er zum spanischen Klub FC Valencia.
Im Januar 2006 wechselte Marco Di Vaio leihweise vom FC Valencia zum AS Monaco, im Sommer 2006 nahmen die Monegassen ihre Kaufoption wahr und verpflichteten Di Vaio dauerhaft. Grund für seinen Abschied aus Valencia waren die finanziellen Nöte des Vereins sowie eine Disziplinlosigkeit, die er sich am 17. April 2005 erlaubte. Di Vaio war damals ausgewechselt worden und hatte beleidigende Gesten in Richtung des damaligen Trainers, Antonio López Habas, gemacht. Er wechselte bereits nach einem Jahr wieder zurück nach Italien. Dort unterschrieb er im Januar 2007 beim Zweitligisten CFC Genua einen Vertrag bis Sommer 2009. In der Rückserie der Spielzeit 2006/07 erzielte Di Vaio neun Tore in 21 Partien und verhalf den Grifoni damit zum Aufstieg in die Serie A, in der er 2007/08 in 22 Partien nur drei Treffer erzielte.
Zur Saison 2008/09 wechselte Marco Di Vaio zum Serie-A-Aufsteiger FC Bologna und erzielte bei seinem Debüt für den emilianischen Klub beim 2:1-Auswärtssieg beim AC Mailand sofort sein erstes Tor. In Bologna blieb er vier Jahre, wobei der Stürmer über einhundert Pflichtspiele absolvierte und 65 Ligatore erzielte, ehe er einen Vertrag bei Montreal Impact aus der Major League Soccer unterschrieb.
Bei Impact etablierte sich Di Vaio seit dem Start der Kanadier in die Major League Soccer in der Saison 2012 als Stammspieler und wichtiger Stürmer. In seiner ersten Saison erzielte er in 17 Ligaspielen fünf Tore, in der Saison 2013 kam er in 33 Spielen auf 20 Saisontore, wobei er gegen Philadelphia Union einen Hattrick erreichte. Für diese Saisonleistung wurde Di Vaio in der MLS mit verschiedenen Titeln ausgezeichnet: Er wurde als der wertvollste Spieler von Montreal Impact der Saison 2013 geehrt und in die MLS Best XI 2013, also die beste Aufstellung der Liga, berufen. Zudem konnte er mit Montreal Impact die Canadian Championship 2013, den kanadischen Pokal, gewinnen.
Mit Montreal gelang auch der Gewinn der Canadian Championship 2014. Mit Ende der Regular Season der Saison 2014 – Montreal Impact belegte den letzten Platz der Eastern Conference und verpasste somit die Play-offs – beendete Di Vaio seine Karriere als Aktiver.

### Nationalmannschaft
Di Vaio wurde erstmals im Jahr 2001 in die italienische Nationalmannschaft berufen. Neben einigen Einsätzen in Freundschaftsspielen kam Di Vaio beim 4:0-Sieg der Italiener gegen Aserbaidschan im Rahmen der Qualifikation zur Europameisterschaft 2004 zum Einsatz. Er wurde in den Kader der italienischen Mannschaft für die EM 2004 in Portugal berufen. Sein einziger Einsatz während des Turniers erfolgte in der Vorrunde gegen Bulgarien (Endstand 2:1), als er in der 82. Minute für Marco Materazzi eingewechselt wurde.
Sein letztes Länderspiel bestritt er am 9. Oktober 2004 im Spiel gegen Slowenien (Endstand 0:1) im Rahmen der Qualifikation zur Weltmeisterschaft 2006.

## Vorwurf der Spielmanipulation
Im Juli 2012 wurde bekannt, dass sich Di Vaio vor Gericht verantworten muss, da er dem italienischen Verband nicht von Spielmanipulationen berichtet hatte, die ihm bekannt gewesen sein sollen. Im August 2012 wurde Di Vaio allerdings vom Disziplinarausschuss der FIGC freigesprochen.

## Erfolge
- Italienische Serie-B-Meisterschaft: 1997/98
- Italienische Meisterschaft: 2001/02, 2002/03
- Coppa Italia: 2001/02
- Italienischer Supercup: 2003
- UEFA Super Cup: 2004
- Canadian Championship: 2013
- MLS Best XI: 2013